# La moneta insanguinata
La moneta insanguinata (The Brasher Doubloon) è un film del 1947 diretto da John Brahm. È tratto dal romanzo hardboiled del 1942 Finestra sul vuoto (The High Window) di Raymond Chandler (che fu adattato anche in Michael Shayne e le false monete del 1943) e mette in scena le indagini del detective Philip Marlowe.

## Trama
Un detective viene assunto da una signora Mrs Elizabeth per il ritrovamento di un'antica moneta ,rara e quindi di valore (10000 dollari) che gli è stata rubata Il carattere scontroso della donna e poco collaborativo fa in un primo momento rifiutare di accettare l'incarico ,ma l'insistenza della giovane segretaria di Mrs Elizabeth , della quale il detective si innamora subito gli fa cambiare idea , accettando ! Durante le sue indagini accadono due omicidi a poco tempo di distanza Sono interessati a quella moneta diversi in particolare un ex cineoperatore che è un incallito collezionista e che vuole quel pezzo Ha ripreso la scena di un altro presunto omicidio , ovvero quello del marito di Mrs Elizabeth e per questo cerca di ricattare il presunto assassino . Sarà ucciso anche lui ma alla fine dopo tante peripezie e suspense saranno assicurati alla polizia gli autori dei diversi crimini 

## Produzione
Il film, diretto da John Brahm su una sceneggiatura di Dorothy Bennett adattata per lo schermo da Leonard Praskins, si basa su un soggetto di Raymond Chandler (autore del romanzo). Fu prodotto da Robert Bassler per la Twentieth Century Fox Film Corporation e girato, tra le altre location, in un palazzo di Bunker Hill, Downtown, Los Angeles, dal 9 luglio a metà settembre 1946. Il titolo di lavorazione fu  The High Window.

## Distribuzione
Il film fu distribuito con il titolo The Brasher Doubloon negli Stati Uniti dal 6 febbraio 1947 al cinema dalla Twentieth Century Fox.
Altre distribuzioni:
- in Svezia il 15 settembre 1947 (Vad hände i 20de våningen)
- in Portogallo il 16 dicembre 1947 (A Moeda Maldita)
- in Finlandia il 17 agosto 1985 (Salaperäinen ikkuna, in TV)
- negli Stati Uniti il 4 settembre 2011 (Cinecon Film Festival)
- in Brasile (A Moeda Trágica)
- in Italia (La moneta insanguinata)
- in Grecia (Synevi sto 20o patoma)
- nel Regno Unito (The High Window)
- in Finlandia (Vanha kupariraha)

## Tagline
- THEY GAMBLED THEIR LIVES...TO POSSESS THE MOST DANGEROUS SECRET OF ALL!
- Some Women Can't Stand Cats... WITH ME IT'S MEN!
- That Gal GUILD Will Drive Montgomery (And You) WILD!
- RAREST -- and most dangerous of coins! ONE man murdered to keep it! ONE woman found love when she lost it! ONE man gambled his life to possess it!